# Китайська академія наук
Китайська академія наук — вища наукова організація КНР, провідний центр фундаментальних досліджень в області природничих наук в країні. Раніше мала назву Академіка Синика (англ. Academia Sinica), яка збереглася на Тайвані. У рамках Академії наук створили велику кількість комерційних структур, наприклад, компанія «Lenovo».

## Історія
Китайська академія наук (кит.: 中国科学院) була створена 1 листопада 1949 року в Пекіні.
У травні 1977 року на базі Відділення філософії та суспільних наук КАН була створена Академія суспільних наук КНР (АОН КНР, КАОН). Керує Академією наук президент Лу Юнсян, виконавчим віцепрезидентом є Бай Чуньлі. Директор з фундаментальних наук — Чжан Цзе.

### Сьогодення
Нині КАН є найбільшою на планеті науковою організацією, до складу якої входять 114 НДІ, 3 університети, 12 філій, понад 130 лабораторій та інженерних центрів. Усього АН КНР об’єднує більше ніж 1000 різних наукових центрів і лабораторій по всій країні, понад 85% великих наукових об’єктів Китаю (Пекінський електронно-позитронний колайдер, Експериментальний удосконалений надпровідний ТОКАМАК HL-2M, Шанхайський пристрій синхротронного випромінювання, Великий багатоцільовий спектроскоп для спостереження великих районів неба та ін.). АН КНР видає 267 наукових журналів, сховище наукових даних перевищує 150ТБ. У складі АН КНР налічується понад 71000 наукових співробітників і 64 000 аспірантів. 
Довготривалою стратегією розвитку АН КНР є комбінування досліджень й освіти, а також міждисциплінарного й міжгалузевого співробітництва в царині інновацій. Зараз учені АН КНР реалізують 40 % тих задумів, що фінансуються Національним фондом природничих наук Китаю, та майже 22 % ключових наукових проєктів у межах Національної програми фундаментальних досліджень. Ще в 1986 році в Китаї з’явився державний документ – «Програма 863» (Національна програма з досліджень та розробок в сфері високих технологій). Згодом, в 1997 році був прийнятий інший документ – «Проект 973» (Національна програма з розвитку основних фундаментальних досліджень).

## Структура
КАН включає в себе п'ять відділень: 
- Відділення математичних наук;
- Відділення фізичних наук;
- Відділення хімічних наук;
- Відділення наук про Землю;
- Відділення технічних наук.

Всього в структурі Академії наук КНР налічується 84 заклади (Науково-дослідні інститути), один університет (Науково-технічний університет Китаю), а також аспірантура при Академії наук.

## Філії
Філії КАН розташовані в таких містах: Пекін, Шеньян, Чанчунь, Шанхай, Нанкін, Хефей, Ухань, Гуанчжоу, Ченду, Нінбо, Куньмін, Сіань, Ланьчжоу і в Сіньцзян-Уйгурському автономному районі.

## Дослідницька діяльність
У серпні 2010 року у видавництві «Сіньхуа» був опублікований «Щорічник Академії наук КНР», ISBN 978-7-03-028950-6), а в також доповідь про науку в КНР в 2010 році.